# Schuldensanierung (Schweiz)
Basis jeder Schuldensanierung ist das Vorhandensein von ausreichend Liquidität (in der Regel Einkünfte), auf dessen Grundlage ein Sanierungsplan ausgearbeitet werden kann. Orientierungspunkt dabei ist das soziale Existenzminimum, das sicherstellt, dass in einer Sanierung die laufenden Kosten gedeckt sind, damit keine weitere Verschuldung entsteht. Mehreinkünfte über dem sozialen Existenzminimum werden zur Schuldenbereinigung eingesetzt. Diese müssen im Verhältnis zu den Schulden so hoch sein, dass sich daraus ein Angebot an alle Gläubiger erstellen lässt.
Reicht die vorhandene Liquidität dafür nicht aus, bedeutet dies ein Leben mit den Schulden. Die Schweiz kennt im Gegensatz zur EU (Restschuldbefreiung) für diese Schuldner kein Sanierungsverfahren. In gewissen Fällen ist dann zur Stabilisierung der Situation allenfalls noch ein Konkurs möglich.

## Aussergerichtliche Schuldensanierung
Diese Art der Sanierung basiert auf der freiwilligen Zusammenarbeit der Gläubiger mit dem Schuldner. Es besteht grundsätzlich Vertragsfreiheit, wobei diese immer die Offenlegung und Zustimmung aller Gläubiger bedingt (Treu und Glauben). In der Regel besteht zudem ein Privileg für Gläubiger mit Forderungen der ersten und zweiten Forderungsklasse, sofern diese nicht darauf verzichten.
Die Sanierung ist somit geeignet für Schuldner, deren Gläubigerkreis bekannt und kooperativ ist und die sich nicht in Pfändung befinden.

## Gerichtliche Schuldensanierung (Nachlassverfahren)
Diese Art der Sanierung basiert auf dem Schuldbetreibungs- und Konkursgesetz (SchKG Art. 293), das den Verfahrensablauf regelt. Im Nachlassverfahren wird der Schuldner umgehend unter Gläubigerschutz gestellt und ein Sachwalter als Verfahrensleiter eingesetzt. Das Nachlassverfahren umfasst alle Schulden, wobei die Privilegien der Gläubiger mit Forderungen erster und zweiter Forderungsklasse grundsätzlich gewahrt bleiben. Bei den gewöhnlichen Schulden bewirkt es in der Regel einen Schuldenschnitt (Nachlass), sofern die Gläubiger dem Nachlassangebot mehrheitlich zustimmen. Eine Einigung (Nachlassvertrag) muss anschliessend vom Gericht bestätigt werden und ist dann für alle Gläubiger verbindlich, also auch für Gläubiger die gegen den Nachlass gestimmt haben. Gelingt die Sanierung nicht, endet das Nachlassverfahren mit der Konkurseröffnung.
Die Sanierung ist somit geeignet für Schuldner mit vielen und/oder unbekannten und/oder unkooperativen Gläubigern und anwendbar auch im Falle bestehender Pfändungen.

## Einvernehmliche private Schuldenbereinigung
Einvernehmliche private Schuldenbereinigung ist ebenfalls ein Sanierungsansatz, der im Schuldbetreibungs- und Konkursgesetz (SchKG Art. 333) festgehalten ist. Das Verfahren gewährt kurzzeitig einen Gläubigerschutz. Ansonsten gelten die Regeln der aussergerichtlichen Schuldensanierung. Sein Nutzen ist daher beschränkt, dafür kann es bei Bedarf in ein Nachlassverfahren (gerichtliche Schuldensanierung) überführt werden.

## Reformbestrebungen
Die aktuelle Situation bezüglich der Sanierungsinstrumente ist unbefriedigend. Daher läuft beim Bundesamt für Justiz ein Projekt zur Überarbeitung der bestehenden Gesetze. Angedacht sind ein vereinfachtes Nachlassverfahren sowie ein Restschuldbefreiungsverfahren für Privatpersonen.